# Societat la Unió Terradenca
Societat la Unió Terradenca és un edifici del municipi de Terrades (Alt Empordà) inclòs en l'Inventari del Patrimoni Arquitectònic de Catalunya.

## Descripció
Situada dins del nucli urbà de la població de Terrades, al bell mig del terme, amb la façana principal orientada al carrer Major.
Edifici entre mitgeres de planta rectangular, amb la coberta de teula de dues vessants i distribuït en una sola planta baixa. La façana principal presenta un portal d'accés d'arc rebaixat bastit en maons i amb els brancals arrebossats i pintats. A banda i banda hi ha dos estrets finestrals rectangulars, amb la llinda feta amb maons disposats a sardinell i l'ampit fet amb rajola vidrada verda. Damunt d'aquestes obertures hi ha cinc petites finestres d'arc de mig punt bastides amb maons i amb l'ampit de rajola. A la part superior del parament hi ha un plafó de ceràmica vidrada amb el nom de l'establiment i, sota seu, una fornícula motllurada amb un altre plafó amb la representació de Sant Isidre Llaurador. Damunt seu hi ha l'any de construcció, 1916. La façana està rematada per un coronament esglaonat decorat amb motllures. A l'interior destaca una gran sala coberta amb encavalcada de fusta i, al fons, un espai d'escenari obert mitjançant un gran arc carpanell.
La construcció està arrebossada i pintada de color rosat.

## Història
L'edifici de la Societat la Unió Terradenca presenta en la façana principal un plafó ceràmic amb la data de construcció: 1916.